# 岐阜県立吉城高等学校
岐阜県立吉城高等学校（ぎふけんりつ よしきこうとうがっこう）は、岐阜県飛騨市古川町上気多に位置する県立高等学校。学校の通称は吉高。

## 沿革
年表については、公式サイトを参照。

### 吉城高等学校の創立（1948-1953）
吉城郡古川町では、第二次世界大戦前より旧制中学校ないし旧制中等教育学校を誘致する動きがあったものの、実際に開校するのは学制改革による新しい高等学校制度の発足を待たねばならなかった。古川町は吉城郡の6村（細江村、小鷹利村、国府村、河合村、坂上村、坂下村）と高校設置に向けた会合を行い、1948年（昭和23年）5月17日に古川町ほか6ヶ村に対し吉城高等学校組合の設立を岐阜県知事から認可された。そして同年11月1日に定時制課程の普通科・農業科・家庭科を設置する組合立吉城高等学校の開校式を挙行した。高校の校舎は、古川町立古川小学校（現・飛騨市立古川小学校）に間借りしている古川町立古川中学校（現・飛騨市立古川中学校）から又借りすることとなった。
1949年（昭和24年）11月3日に古川中学校が是重地区へ新築移転したため、吉城高校の普通科と農業科も古川中学校校舎へ移転し、家庭科は元の古川小学校に残された。1950年（昭和25年）12月18日に吉城高等学校組合議会は、高校の県立移管を推進することを決定し、県立移管特別委員会を設けた。翌1951年（昭和26年）1月の特別委員会では、県立移管を進めるために古川小学校東校舎を古川町から吉城高等学校組合に譲渡し、組合構成町村の共同失業対策事業を導入して校舎前の水田を埋め立て、校地とグラウンドを整備することとした。同年4月、夜間部が開設され、8月にはグラウンド整備工事が着工し、10月に古川町から校舎が譲渡された。

### 県立移管と全日制への転換（1953-1967）
1953年（昭和28年）4月7日、陳情の成果が実り岐阜県立吉城高等学校に移行し、引き続き定時制の3科を置いた。同年6月30日、木造2階建ての本館が竣工し、7月30日に新校舎落成式と県立移管祝賀式を挙行した。なお旧設置者である吉城高等学校組合は1954年（昭和29年）3月31日に吉城高等学校後援会に改称し、学校施設の整備に貢献していくこととなる。
県立移管が実現した吉城高校では、次の目標として全日制課程の設置を掲げ、岐阜県に陳情を繰り返した。その結果、1955年（昭和30年）12月15日に岐阜県教育委員会は吉城高校に全日制普通科の設置を決定し、1956年（昭和31年）4月に全日制普通科が開設された。1958年（昭和33年）、体育館が新築された。そして1963年（昭和38年）に定時制課程がすべて廃止され、全日制普通科のみの学校となった。1965年（昭和40年）、鉄筋コンクリート構造3階建ての校舎が建設された。

### 上気多地区への移転（1967-）

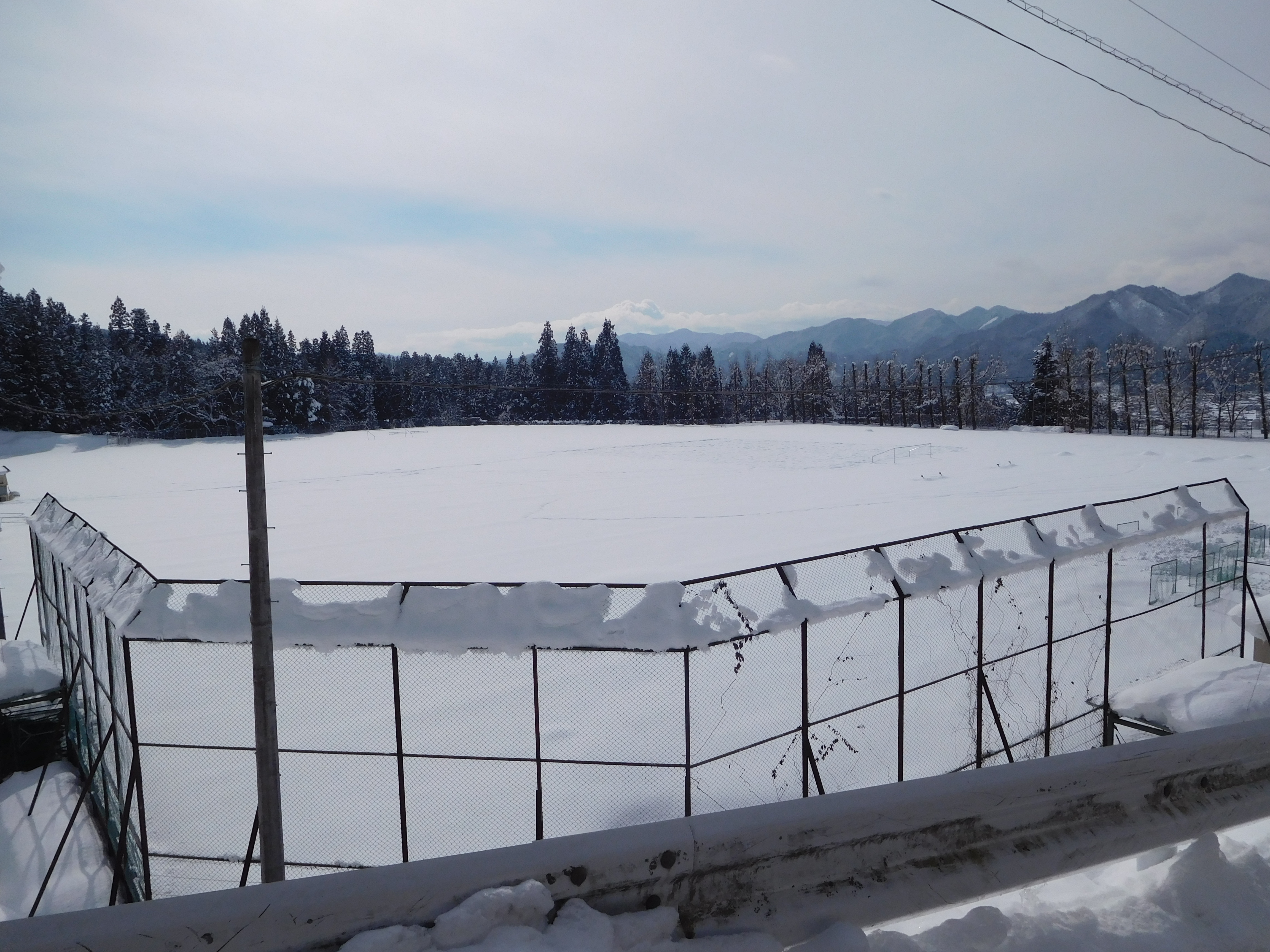
グラウンド

1967年（昭和42年）、上気多地区にグラウンドが造成された。同年、文部省の答申「高等学校における理科・数学に関する学科の設置について」を受けて岐阜県教育委員会が県内各地に理数科の設置を検討した。教育委員会は当初、飛騨地方では高山市の岐阜県立斐太高等学校に設置することを計画していたが、諸事情により吉城高校に設置することが決まり、1973年（昭和48年）に理数科が設置された。これにより、吉城高校は1学年普通科3学級、理数科1学級となった。
グラウンドと校舎が離れていることによる不便さと、生徒数の増加により、校舎もグラウンドのある上気多地区へ移転することになり、1977年（昭和52年）3月、現校地へ移転が完了した。吉城高校の跡地は古川町図書館になった。
1998年（平成11年）10月、同窓会館の「柏葉会館」が竣工し、同年11月に学校創立50周年記念式典を挙行した。 
2016年（平成28年）3月29日、岐阜県立高等学校活性化計画策定委員会は「審議まとめ」を公表し、地域の生徒数の減少により、将来的に小規模校になる可能性があるとして、グループ2」に分類した。これを受け、単独校での活性化策を検討するため、地域の有識者を委員とする「地域連携による活力ある高校づくり推進協議会」が2017年5月に設置された。2017年9月の第２回協議会では、第１回での委員の意見に回答する形で、学校側から改革案が提示された。改革案では、「理数科」は、いわゆる「特進科」として、東京大学や飛騨アカデミーとも連携しながら、SSH（スパー・サイエンス・ハイスクール）への申請も視野に、課題解決能力を重視する新しい大学入試制度改革に対応できる学科とし、「普通科」では、国公立大学進学から就職まで、生徒の希望に応じた多様なコースの設定や科目選択が可能となる「進学型単位制」へ移行することを提案。委員の賛同を得て、現在、岐阜県教育委員会と協議を進めている。また、「地域課題解決型キャリア教育」として飛騨市と連携しながら取り組んできた「吉高地域キラメキ（YCK）プロジェクト」を、外部人材を有効利用しながら教育課程の中に取り込んでいくしくみも議論している。

## 著名な出身者
- 杉田竜平（元プロボクサー、日本スーパーフェザー級チャンピオン）
- 中井邦彦（漫画家）
- トミタ栞（tvk「saku saku」5代目MC）
- 水口聡（テノール歌手）
- 中田裕一（俳優）

## 交通
- JR高山本線 飛騨古川駅より徒歩約20分[7]。
- 濃飛バス古川線 吉城高校前バス停より徒歩約5分[7]。